# Takatsukasa Kanehira
Takatsukasa Kanehira (鷹司兼平?   1228 - 30 de agosto de 1294) fue un kugyō (cortesano japonés de alta categoría) que vivió durante la era Kamakura). Fue el padre fundador de la familia Takatsukasa (derivada del clan Fujiwara) y cuarto hijo del regente Konoe Iezane.

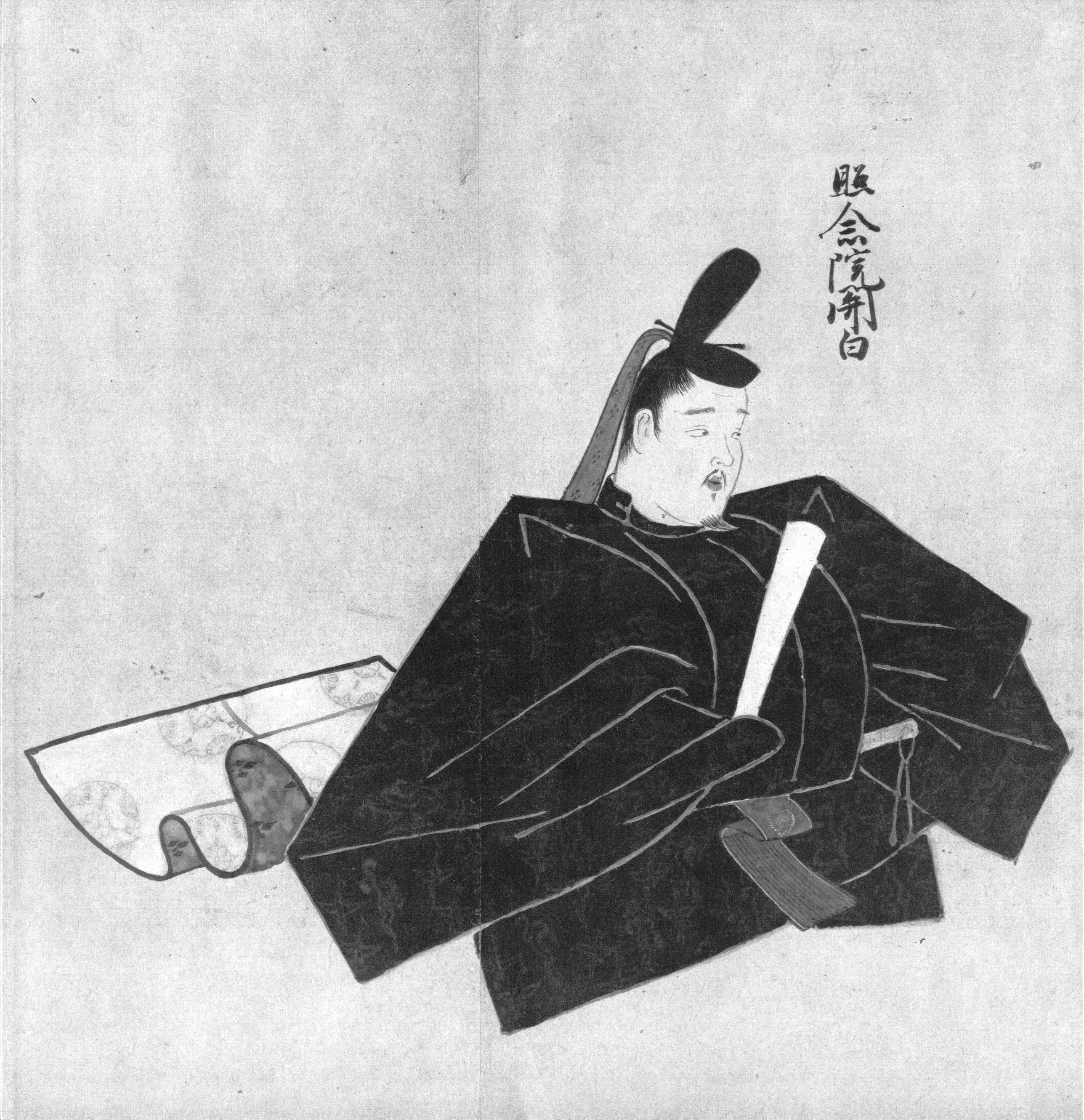
Takatsukasa Kanehira.
Ilustración del Tenshi-Sekkan Miei (segunda mitad del).

En 1237 entró a la corte imperial con el rango shōgoi inferior y ascendido rápidamente como jushii inferior. En 1238 ascendió en pocos meses a jushii superior, jusanmi, shōsanmi y finalmente junii; también fue nombrado gonchūnagon. En 1239 ascendió al rango shōnii. Fue nombrado naidaijin en 1241, ascendido a udaijin en 1244 y luego a sadaijin en 1246. En 1248 ascendió al rango juichii. 
En 1252 asume el liderazgo del clan Fujiwara, fue asignado como sesshō (regente) del Emperador Go-Fukakusa y luego toma el título de Daijō Daijin (Canciller del Reino), que mantendría hasta 1253 cuando renunció. Mantuvo el cargo de sesshō hasta 1254 cuando se convirtió en semiregente (准摂政 junsesshō?) y kanpaku (regente) del Emperador Go-Fukakusa hasta su muerte en 1259. Tras el ascenso al trono del Emperador Kameyama, Kanehira mantuvo su condición de regente kanpaku hasta 1261 cuando renunció.
Luego en 1275 Kanehira se convirtió nuevamente el líder del clan Fujiwara y volvió a ser sesshō, pero del Emperador Go-Uda y en 1276 es nombrado nuevamente como Daijō Daijin, renunciando al año siguiente. En 1278 dejó de ser sesshō y se convirtió en kanpaku del Emperador Go-Uda hasta 1287 cuando renunció.
En 1289 fue asignado al Nairan (inspección de documentos promulgados por el emperador). En 1290 se retiró de la corte y se convirtió en un monje budista, tomando el nombre de Kakuri (覚理?) y fallecería en 1294.
Llegó a escribir un diario llamado Shōnen-in Kanpaku-ki (Kanehira-kōki) (称念院関白記（兼平公記）?), y cuatro de sus poemas fueron incluidos en la antología poética Nijūichidaishū (二十一代集?). Tuvo varios hijos entre los que sobresale Takatsukasa Mototada y Takatsukasa Kanetada.